# Magdalene St. Michaels
Magdalene St. Michaels est le nom de scène d'une actrice pornographique britannique née le 3 juin 1957 à Malte. Elle est spécialisée dans les scènes de lesbianisme.

## Biographie
Magdalene St. Michaels est entrée dans l'industrie des films pour adultes en 2007 à 49 ans. Elle joue fréquemment la femme mûre qui initie les jeunes femmes aux plaisirs saphiques mais aussi les jeunes hommes.                

## Distinctions
Nominations
- 2010 AVN Award MILF/Cougar Performer of the Year[2]
- 2013 AVN Award MILF/Cougar Performer of the Year[3]

## Filmographie sélective
Le nom du film est suivi du nom de ses partenaires lors des scènes pornographiques.
- 2007 : I Like To Kiss avec Zoe Britton et Lena Nicole Smith
- 2007 : Women Seeking Women 35 avec Kayla Synz
- 2007 : Women Seeking Women 37 avec Silky Thumper
- 2007 : Lesbian Seductions - Older/Younger 13 avec Samantha Ryan
- 2007 : Lesbian Seductions - Older/Younger 14 avec Emily Evermore
- 2007 : Lesbian Seductions - Older/Younger 17 avec Bobbi Starr
- 2008 : Road Queen 6 avec Zander Lin
- 2008 : Road Queen 8 avec Deauxma
- 2008 : Mother-Daughter Exchange Club 1 avec Natasha Lenin
- 2008 : Mother-Daughter Exchange Club 2 avec Hayden Night (scène 1) ; avec Sandy Lee et Hayden Night (scène 4)
- 2008 : Mother-Daughter Exchange Club 3 avec Dia Zerva et Stephanie Sage (scène 2) ; avec Prinzzess (scène 4)
- 2008 : Lesbian Seductions - Older/Younger 20 avec Jaslin Diaz (scène 2) ; avec Emy Reyes (scène 4)
- 2008 : Road Queen 11 avec April O'Neil
- 2009 : Mother-Daughter Exchange Club 6 avec Lexi Belle
- 2009 : Lesbian Seductions - Older/Younger 25 avec Kendra Banx
- 2009 : Lesbian Seductions - Older/Younger 26 avec Danica Blue
- 2009 : Lesbian Seductions - Older/Younger 27 avec Janet Mason et Nicole Ray (scène 1)
- 2009 : Lesbian Seductions - Older/Younger 28 avec Victoria White
- 2009 : Lesbian Adventures: Victorian Love Letters avec Nicole Ray
- 2010 : Mother-Daughter Exchange Club 10 avec Delila Darling
- 2011 : Women Seeking Women72 avec Zoe Voss
- 2011 : Women Seeking Women77 avec Jelena Jensen
- 2011 : Mother-Daughter Exchange Club 18 avec Chastity Lynn
- 2011 : Mother-Daughter Exchange Club 21 avec Cindy Hope
- 2011 : Lesbian Seductions - Older/Younger 35 avec Sophie Dee
- 2012 : Mother-Daughter Exchange Club 24 avec Maddy O'Reilly
- 2012 : Lesbian Seductions - Older/Younger 43 avec Riley Reid
- 2012 : Lesbian Adventures: Older Women, Younger Girls 2 avec Leilani Leeanne
- 2013 : Lesbian Adventures: Older Women, Younger Girls 3 avec Mia Gold
- 2013 : Mother-Daughter Exchange Club 29 avec Ash Hollywood
- 2014 : Mother-Daughter Exchange Club 32 avec Alex Chance
- 2014 : Mother-Daughter Exchange Club 33 avec Raylene
- 2014 : Lesbian Seductions 47: Older/Younger avec Sheridan Love
- 2014 : Women Seeking Women 112 avec Sovereign Syre
- 2015 : Lesbian Seductions Older/Younger 51 avec Blair Summers
- 2015 : Lesbian Seductions Older/Younger 52 avec Samantha Ryan
- 2015 : Lesbian Adventures: Older Women, Younger Girls 7 avec Samantha Bentley
- 2015 : Women Seeking Women 122 avec Cindy
- 2015 : Women Seeking Women 123 avec Sydni Ellis
- 2016 : Lesbian Seductions Older/Younger 55 avec Elexis Monroe
- 2016 : Lesbian Massage avec Sarah Vandella
- 2017 : Riley Reid and Her Girlfriends (compilation) avec Riley Reid
- 2018 : Samantha Ryan and Her Girlfriends (compilation) avec Samantha Ryan